# Iseilema prostratum
Iseilema prostratum är en gräsart som först beskrevs av Carl von Linné, och fick sitt nu gällande namn av Nils Johan Andersson. Iseilema prostratum ingår i släktet Iseilema och familjen gräs. Inga underarter finns listade i Catalogue of Life.